# WPA-9-Ball-Weltmeisterschaft der Junioren 2018
Die WPA-9-Ball-Weltmeisterschaft der Junioren 2018 war die 27. Austragung der Junioren-Weltmeisterschaft in der Poolbillarddisziplin 9-Ball. Sie fand vom 31. Oktober bis 3. November 2018 in Moskau statt. Die russische Hauptstadt war zum zweiten Mal in Folge Austragungsort der Junioren-WM.
U19-Weltmeister wurde als erster Spieler seines Landes Yip Kin Ling aus Hongkong. Im Finale gegen seinen Landsmann Robbie Capito setzte er sich mit 11:10 gegen den Vorjahresfinalisten durch. In der U17-Altersklasse wurde mit Mahkeal Parris erstmals ein Amerikaner Weltmeister. Er gewann das Endspiel gegen den Norweger Emil Andre Gangfløt mit 9:6. Bei den Juniorinnen sicherte sich die Taiwanerin Chen Chia-hua durch einen 9:5-Sieg gegen die Südkoreanerin Seo Seoa nach 2016 ihren zweiten WM-Titel.
Titelverteidiger waren Sanjin Pehlivanović (U17), Fjodor Gorst (U19) und Kristina Tkatsch (Juniorinnen). Gorst trat als einziger Vorjahressieger erneut in der gleichen Altersklasse an. Während Pehlivanović nun in der U19-Kategorie spielte, war Tkatsch altersbedingt nicht mehr teilnahmeberechtigt.

## Medaillengewinner
| Wettbewerb      | Gold           | Silber              | Bronze             |
| --------------- | -------------- | ------------------- | ------------------ |
| U17-Junioren    | Mahkeal Parris | Emil Andre Gangfløt | Kristián Mrva      |
| U17-Junioren    | Mahkeal Parris | Emil Andre Gangfløt | Christoffer Lentz  |
| U19-Junioren    | Yip Kin Ling   | Robbie Capito       | Christian Fröhlich |
| U19-Junioren    | Yip Kin Ling   | Robbie Capito       | Wiktor Zieliński   |
| U19-Juniorinnen | Chen Chia-hua  | Seo Seoa            | April Larson       |
| U19-Juniorinnen | Chen Chia-hua  | Seo Seoa            | My Nguyen          |

## Modus
Alle drei Wettbewerben wurden jeweils zunächst im Doppel-K.-o.-System gespielt und anschließend im K.-o.-System fortgesetzt. Bei den beiden Altersklassen der Junioren traten die 24 Teilnehmer bis zum Viertelfinale im Doppel-K.-o.-Modus gegeneinander an, bei dem Wettbewerb der Juniorinnen mit 16 Teilnehmern begann die K.-o.-Phase hingegen mit dem Halbfinale. In allen Wettbewerben wurde mit Wechselbreak gespielt. Beim Anstoß wurde die Eins auf dem Fußpunkt aufgebaut und die Drei-Punkte-Regel angewendet.

## U17-Junioren

### Vorrunde

#### Hauptrunde
|                     | Ergebnis |                   |
| ------------------- | -------- | ----------------- |
| Mahkeal Parris      | 7:4      | Fu Huan           |
| Moegamat Attwood    | 3:7      | Christoffer Lentz |
| Dennis Laszkowski   | 7:3      | Joey Tate         |
| Emil Andre Gangfløt | 7:0      | Hayder-Ali Cappo  |

|                 | Ergebnis |                      |
| --------------- | -------- | -------------------- |
| Jung Mink-won   | 2:7      | Quinten Pongers      |
| Matthew Wiseley | 0:7      | Seyyedilya Hendi     |
| Artem Rajewski  | 4:7      | Khalid Omar Alghamdi |
| Austin Summers  | 7:3      | Erick Fillis         |

#### 1. Gewinnerrunde
|                  | Ergebnis |                     |
| ---------------- | -------- | ------------------- |
| Andrei Dsuskajew | 6:7      | Mahkeal Parris      |
| Chang Jia-bao    | 2:7      | Christoffer Lentz   |
| Ivan Galić       | 2:7      | Dennis Laszkowski   |
| Shamir Tremus    | 5:7      | Emil Andre Gangfløt |

|                   | Ergebnis |                      |
| ----------------- | -------- | -------------------- |
| Rolando Dianderas | 4:7      | Quinten Pongers      |
| Artem Lukin       | 7:3      | Seyyedilya Hendi     |
| Kristián Mrva     | 7:5      | Khalid Omar Alghamdi |
| Angel Ledesma     | 6:7      | Austin Summers       |

#### 1. Verliererrunde
|                  | Ergebnis |                      |
| ---------------- | -------- | -------------------- |
| Fu Huan          | 6:7      | Angel Ledesma        |
| Moegamat Attwood | 3:7      | Khalid Omar Alghamdi |
| Joey Tate        | 5:7      | Seyyedilya Hendi     |
| Hayder-Ali Cappo | 3:7      | Rolando Dianderas    |

|                 | Ergebnis |                  |
| --------------- | -------- | ---------------- |
| Jung Mink-won   | 4:7      | Shamir Tremus    |
| Matthew Wiseley | 1:7      | Ivan Galić       |
| Artem Rajewski  | 7:5      | Chang Jia-bao    |
| Erick Fillis    | 5:7      | Andrei Dsuskajew |

#### 2. Gewinnerrunde
|                   | Ergebnis |                     |
| ----------------- | -------- | ------------------- |
| Mahkeal Parris    | 3:7      | Christoffer Lentz   |
| Dennis Laszkowski | 5:7      | Emil Andre Gangfløt |

|                 | Ergebnis |                |
| --------------- | -------- | -------------- |
| Quinten Pongers | 7:1      | Artem Lukin    |
| Kristián Mrva   | 3:7      | Austin Summers |

#### 2. Verliererrunde
|                  | Ergebnis |                      |
| ---------------- | -------- | -------------------- |
| Angel Ledesma    | 2:7      | Khalid Omar Alghamdi |
| Seyyedilya Hendi | 7:5      | Rolando Dianderas    |

|                | Ergebnis |                  |
| -------------- | -------- | ---------------- |
| Shamir Tremus  | 1:7      | Ivan Galić       |
| Artem Rajewski | 6:7      | Andrei Dsuskajew |

#### 3. Verliererrunde
|                      | Ergebnis |                   |
| -------------------- | -------- | ----------------- |
| Khalid Omar Alghamdi | 1:7      | Dennis Laszkowski |
| Seyyedilya Hendi     | 5:7      | Mahkeal Parris    |

|                  | Ergebnis |               |
| ---------------- | -------- | ------------- |
| Ivan Galić       | 1:7      | Kristián Mrva |
| Andrei Dsuskajew | 5:7      | Artem Lukin   |

### Finalrunde
|  | Viertelfinale       | Viertelfinale       |                     |   | Halbfinale | Halbfinale |  |  | Finale | Finale |
|  |                     |                     |                     |   |            |            |  |  |        |        |
|  | Christoffer Lentz   | 9                   |                     |   |            |            |  |  |        |        |
|  | Dennis Laszkowski   | 8                   |                     |   |            |            |  |  |        |        |
|  | Dennis Laszkowski   | 8                   | Christoffer Lentz   | 7 |            |            |  |  |        |        |
|  |                     |                     | Christoffer Lentz   | 7 |            |            |  |  |        |        |
|  |                     | Emil Andre Gangfløt | 9                   |   |            |            |  |  |        |        |
|  | Emil Andre Gangfløt | Emil Andre Gangfløt | 9                   | 9 |            |            |  |  |        |        |
|  | Emil Andre Gangfløt |                     |                     | 9 |            |            |  |  |        |        |
|  | Artem Lukin         | 6                   |                     |   |            |            |  |  |        |        |
|  |                     |                     | Emil Andre Gangfløt | 6 |            |            |  |  |        |        |
|  |                     | Mahkeal Parris      | 9                   |   |            |            |  |  |        |        |
|  | Quinten Pongers     | 6                   |                     |   |            |            |  |  |        |        |
|  | Kristián Mrva       | 9                   |                     |   |            |            |  |  |        |        |
|  | Kristián Mrva       | 9                   | Kristián Mrva       | 7 |            |            |  |  |        |        |
|  |                     |                     | Kristián Mrva       | 7 |            |            |  |  |        |        |
|  |                     | Mahkeal Parris      | 9                   |   |            |            |  |  |        |        |
|  | Austin Summers      | Mahkeal Parris      | 9                   | 7 |            |            |  |  |        |        |
|  | Austin Summers      |                     |                     | 7 |            |            |  |  |        |        |
|  | Mahkeal Parris      | 9                   |                     |   |            |            |  |  |        |        |

## U19-Junioren

### Vorrunde

#### Hauptrunde
|                     | Ergebnis |                  |
| ------------------- | -------- | ---------------- |
| Sanjin Pehlivanović | 9:4      | Kim Dae-hyun     |
| Dean Cuillerier     | 0:9      | Wiktor Zieliński |
| Robbie Capito       | 9:6      | Alen Salic       |
| Micke Ström         | 9:7      | Ilja Nekleionow  |

|                    | Ergebnis |                    |
| ------------------ | -------- | ------------------ |
| Uladsislau Schopik | 3:9      | Wu Shi-hao         |
| Yip Kin Ling       | 9:5      | Jordan Burden      |
| Ragnar Gronsten    | 5:9      | Christian Fröhlich |
| Seo Young-won      | 2:9      | Andrés Aguilar     |

#### 1. Gewinnerrunde
|                 | Ergebnis |                     |
| --------------- | -------- | ------------------- |
| Fjodor Gorst    | 9:4      | Sanjin Pehlivanović |
| Thomas Haas     | 2:9      | Wiktor Zieliński    |
| Byron Scheepers | 1:9      | Robbie Capito       |
| Sugiyama Kouki  | 9:7      | Micke Ström         |

|                     | Ergebnis |                    |
| ------------------- | -------- | ------------------ |
| Jan van Lierop      | 8:9      | Wu Shi-hao         |
| Stanislaw Achtjamow | 1:9      | Yip Kin Ling       |
| Wladimir Matwijenko | 4:9      | Christian Fröhlich |
| Enkhbold Temuujin   | 6:9      | Andrés Aguilar     |

#### 1. Verliererrunde
|                 | Ergebnis |                     |
| --------------- | -------- | ------------------- |
| Kim Dae-hyun    | 4:9      | Enkhbold Temuujin   |
| Dean Cuillerier | 6:9      | Wladimir Matwijenko |
| Alen Salic      | 9:6      | Stanislaw Achtjamow |
| Ilja Nekleionow | 6:9      | Jan van Lierop      |

|                    | Ergebnis |                     |
| ------------------ | -------- | ------------------- |
| Uladsislau Schopik | 9:6      | Micke Ström         |
| Jordan Burden      | 9:1      | Byron Scheepers     |
| Ragnar Gronsten    | 6:9      | Thomas Haas         |
| Seo Young-won      | 2:9      | Sanjin Pehlivanović |

#### 2. Gewinnerrunde
|               | Ergebnis |                  |
| ------------- | -------- | ---------------- |
| Fjodor Gorst  | 4:9      | Wiktor Zieliński |
| Robbie Capito | 9:8      | Sugiyama Kouki   |

|                    | Ergebnis |                |
| ------------------ | -------- | -------------- |
| Wu Shi-hao         | 4:9      | Yip Kin Ling   |
| Christian Fröhlich | 9:8      | Andrés Aguilar |

#### 2. Verliererrunde
|                   | Ergebnis |                     |
| ----------------- | -------- | ------------------- |
| Enkhbold Temuujin | 8:9      | Wladimir Matwijenko |
| Alen Salic        | 1:9      | Jan van Lierop      |

|                    | Ergebnis |                     |
| ------------------ | -------- | ------------------- |
| Uladsislau Schopik | 7:9      | Jordan Burden       |
| Thomas Haas        | 4:9      | Sanjin Pehlivanović |

#### 3. Verliererrunde
|                     | Ergebnis |                |
| ------------------- | -------- | -------------- |
| Wladimir Matwijenko | 9:4      | Sugiyama Kouki |
| Jan van Lierop      | 7:9      | Fjodor Gorst   |

|                     | Ergebnis |                |
| ------------------- | -------- | -------------- |
| Jordan Burden       | 8:9      | Andrés Aguilar |
| Sanjin Pehlivanović | 3:9      | Wu Shi-hao     |

### Finalrunde
|  | Viertelfinale       | Viertelfinale      |                  |    | Halbfinale | Halbfinale |  |  | Finale | Finale |
|  |                     |                    |                  |    |            |            |  |  |        |        |
|  | Wiktor Zieliński    | 11                 |                  |    |            |            |  |  |        |        |
|  | Andrés Aguilar      | 3                  |                  |    |            |            |  |  |        |        |
|  | Andrés Aguilar      | 3                  | Wiktor Zieliński | 10 |            |            |  |  |        |        |
|  |                     |                    | Wiktor Zieliński | 10 |            |            |  |  |        |        |
|  |                     | Robbie Capito      | 11               |    |            |            |  |  |        |        |
|  | Robbie Capito       | Robbie Capito      | 11               | 11 |            |            |  |  |        |        |
|  | Robbie Capito       |                    |                  | 11 |            |            |  |  |        |        |
|  | Wu Shi-hao          | 4                  |                  |    |            |            |  |  |        |        |
|  |                     |                    | Robbie Capito    | 10 |            |            |  |  |        |        |
|  |                     | Yip Kin Ling       | 11               |    |            |            |  |  |        |        |
|  | Yip Kin Ling        | 11                 |                  |    |            |            |  |  |        |        |
|  | Wladimir Matwijenko | 7                  |                  |    |            |            |  |  |        |        |
|  | Wladimir Matwijenko | 7                  | Yip Kin Ling     | 11 |            |            |  |  |        |        |
|  |                     |                    | Yip Kin Ling     | 11 |            |            |  |  |        |        |
|  |                     | Christian Fröhlich | 6                |    |            |            |  |  |        |        |
|  | Christian Fröhlich  | Christian Fröhlich | 6                | 11 |            |            |  |  |        |        |
|  | Christian Fröhlich  |                    |                  | 11 |            |            |  |  |        |        |
|  | Fjodor Gorst        | 10                 |                  |    |            |            |  |  |        |        |

## U19-Juniorinnen

### Vorrunde

#### Hauptrunde
|                  | Ergebnis |               |
| ---------------- | -------- | ------------- |
| April Larson     | 7:3      | Nataly Damian |
| Okuda Tamami     | 2:7      | Seo Seoa      |
| Palina Tschernik | 5:7      | Vivian Liu    |
| My Nguyen        | 7:2      | Aryana Lynch  |

|                        | Ergebnis |               |
| ---------------------- | -------- | ------------- |
| Michelle Jiang         | 7:4      | Yoon Eunbi    |
| Daryna Sirantschuk     | 7:2      | Tiana Jiang   |
| Shaiyene Fritz         | 3:7      | Nina Torvund  |
| Walerija Truschewskaja | 3:7      | Chen Chia-hua |

#### 1. Gewinnerrunde
|              | Ergebnis |           |
| ------------ | -------- | --------- |
| April Larson | 7:4      | Seo Seoa  |
| Vivian Liu   | 4:7      | My Nguyen |

|                | Ergebnis |                    |
| -------------- | -------- | ------------------ |
| Michelle Jiang | 7:4      | Daryna Sirantschuk |
| Nina Torvund   | 1:7      | Chen Chia-hua      |

#### 1. Verliererrunde
|                  | Ergebnis |              |
| ---------------- | -------- | ------------ |
| Nataly Damian    | 7:6      | Okuda Tamami |
| Palina Tschernik | 7:4      | Aryana Lynch |

|                | Ergebnis |                        |
| -------------- | -------- | ---------------------- |
| Yoon Eunbi     | 7:2      | Tiana Jiang            |
| Shaiyene Fritz | 3:7      | Walerija Truschewskaja |

#### 2. Verliererrunde
|                  | Ergebnis |                    |
| ---------------- | -------- | ------------------ |
| Nataly Damian    | 2:7      | Nina Torvund       |
| Palina Tschernik | 6:7      | Daryna Sirantschuk |

|                        | Ergebnis |            |
| ---------------------- | -------- | ---------- |
| Yoon Eunbi             | 5:7      | Vivian Liu |
| Walerija Truschewskaja | 4:7      | Seo Seoa   |

#### 2. Gewinnerrunde
|              | Ergebnis |           |
| ------------ | -------- | --------- |
| April Larson | 6:7      | My Nguyen |

|                | Ergebnis |               |
| -------------- | -------- | ------------- |
| Michelle Jiang | 4:7      | Chen Chia-hua |

#### 3. Verliererrunde
|              | Ergebnis |                    |
| ------------ | -------- | ------------------ |
| Nina Torvund | 3:7      | Daryna Sirantschuk |

|            | Ergebnis |          |
| ---------- | -------- | -------- |
| Vivian Liu | 3:7      | Seo Seoa |

#### 4. Verliererrunde
|                    | Ergebnis |              |
| ------------------ | -------- | ------------ |
| Daryna Sirantschuk | 2:7      | April Larson |

|          | Ergebnis |                |
| -------- | -------- | -------------- |
| Seo Seoa | 7:2      | Michelle Jiang |

### Finalrunde
|  | Halbfinale    | Halbfinale |          |               | Finale | Finale |
|  |               |            |          |               |        |        |
|  |               |            |          |               |        |        |
|  | My Nguyen     | 4          |          |               |        |        |
|  | Seo Seoa      | 9          |          |               |        |        |
|  |               |            | Seo Seoa | 5             |        |        |
|  |               |            |          | Chen Chia-hua | 9      |        |
|  | Chen Chia-hua | 9          |          |               |        |        |
|  | April Larson  | 4          |          |               |        |        |
|  |               |            |          |               |        |        |